# Shirin Aumeeruddy-Cziffra
Shirin Aumeeruddy-Cziffra, est une diplomate et femme politique mauricienne. Elle est ministre de la Justice entre 1982 et 1983. Depuis le 29 novembre 2024, elle est la présidente de l'Assemblée nationale de Maurice.

## Biographie

### Politique nationale
Shirin Aumeeruddy-Cziffra est la première musulmane à être élue députée à Maurice et à détenir un poste ministériel. Elle occupe également le poste d'Ombudsman pour la protection des droits des enfants. Députée de Beau Bassin-Rose Hill, elle a été ministre des Droits des femmes et de la Famille ainsi que ministre de la Justice. Elle a présidé le Mauritius Broadcasting Corporation (MBC). Le 29 novembre 2024, elle est nommée présidente de l'Assemblée nationale.

### Diplomatie et ONG
Elle est ambassadrice à Paris, Rome, Madrid et Lisbonne entre 1992 et 1995. Elle est aussi ambassadrice à l'UNESCO, présidente du Conseil permanent de la Francophonie, membre du conseil d'administration de l'Agence de la francophonie, membre du conseil d'administration de l'Institut des droits de l'homme et du développement (Gambie), membre de l'ONG Femme Africa Solidarité, et membre fondatrice de l'ONG Femmes, Droit et Développement en Afrique.

## Sources
- (en) Cet article est partiellement ou en totalité issu de l’article de Wikipédia en anglais intitulé « Shirin Aumeeruddy-Cziffra » (voir la liste des auteurs).